# Limnophila aromatica
Limnophila aromatica är en grobladsväxtart som först beskrevs av Jean-Baptiste de Lamarck, och fick sitt nu gällande namn av Merrill. Limnophila aromatica ingår i släktet Limnophila och familjen grobladsväxter. Inga underarter finns listade i Catalogue of Life.
Arten förekommer på Asiens fastland från Indien till Koreahalvön, i Japan, på Taiwan, i Filippinerna och i norra Australien. Den växer i vattnet, bland annat i risodlingar och i pölar.
Limnophila aromatica används främst i Vietnam som krydda.

## Bildgalleri

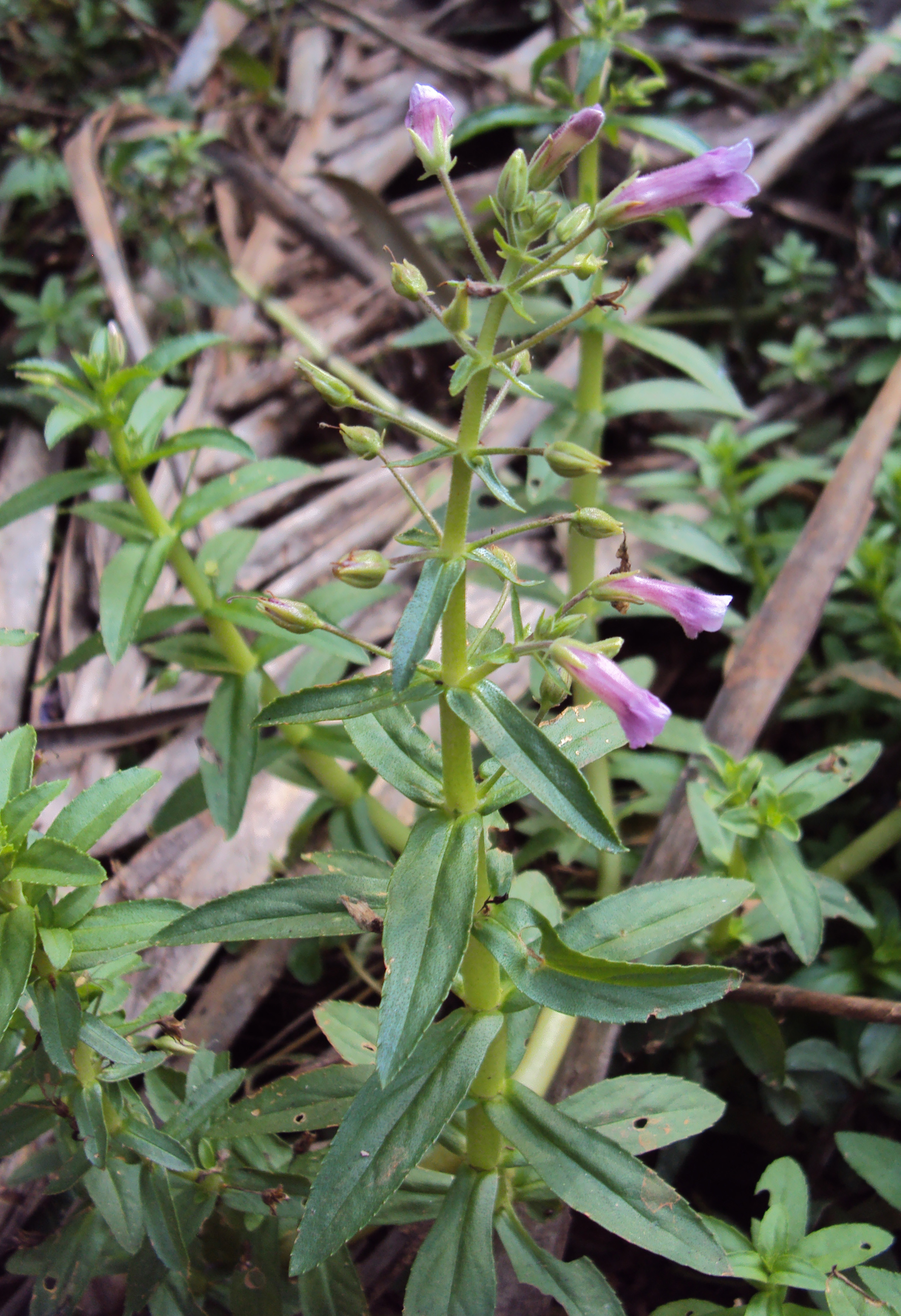
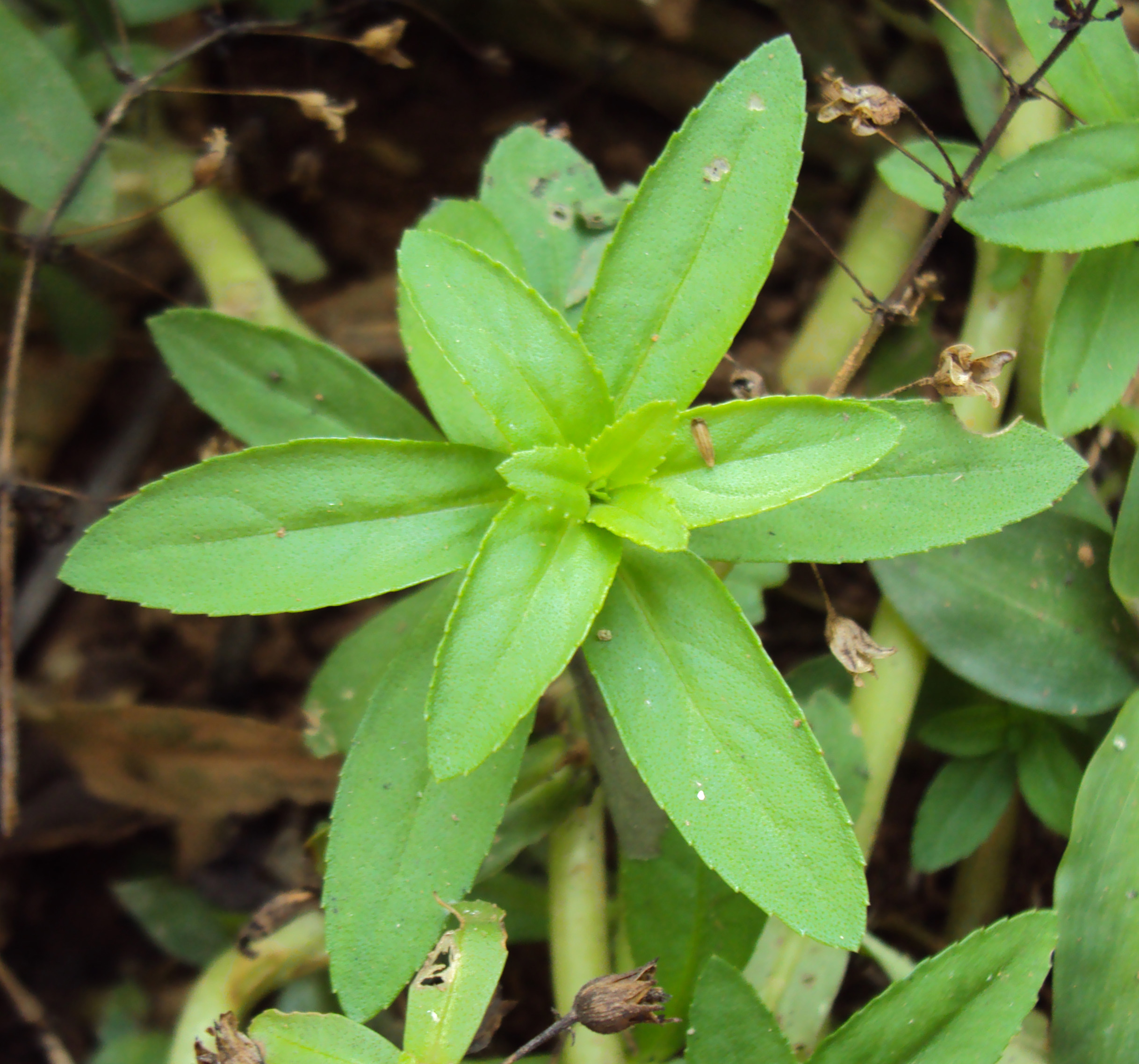
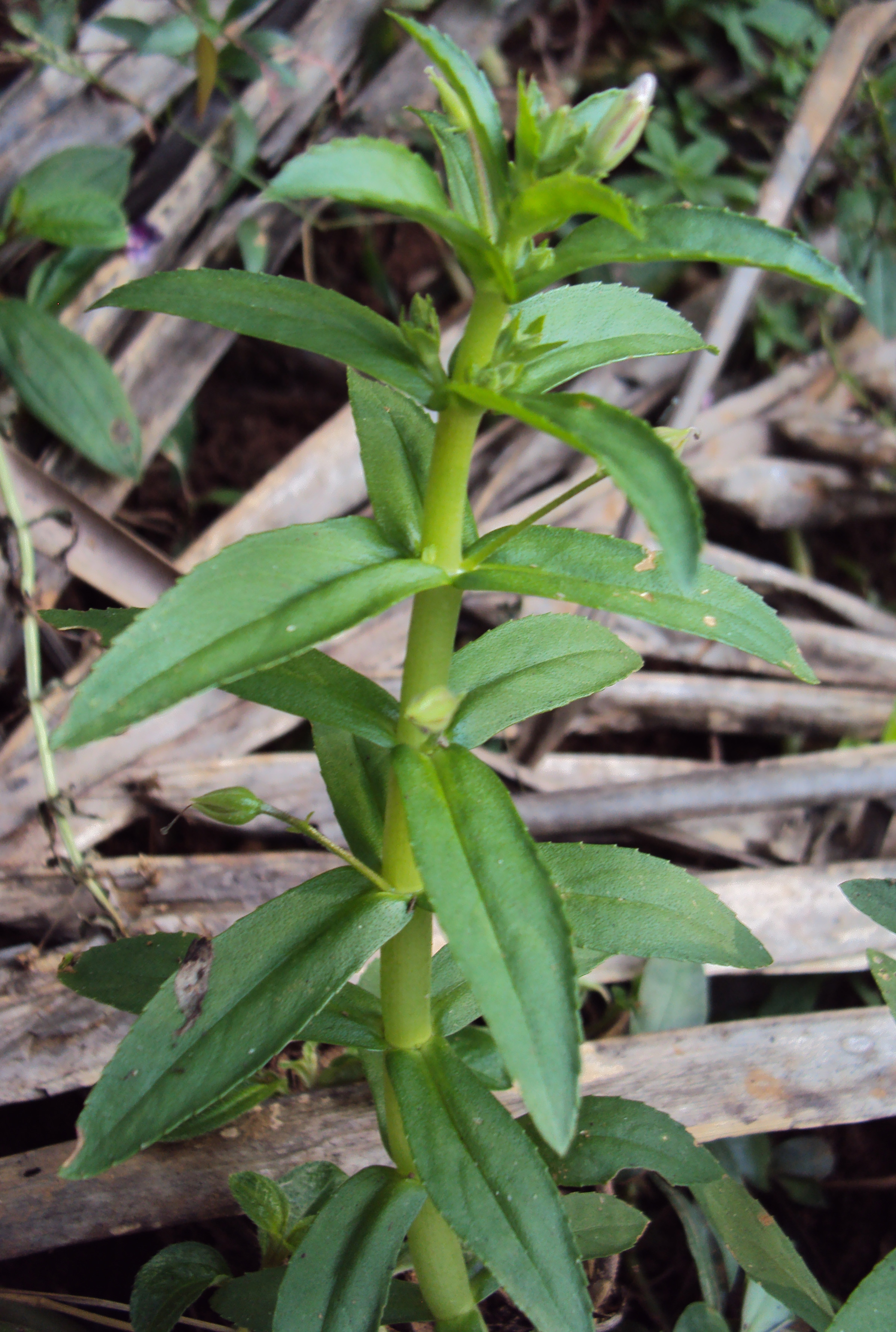
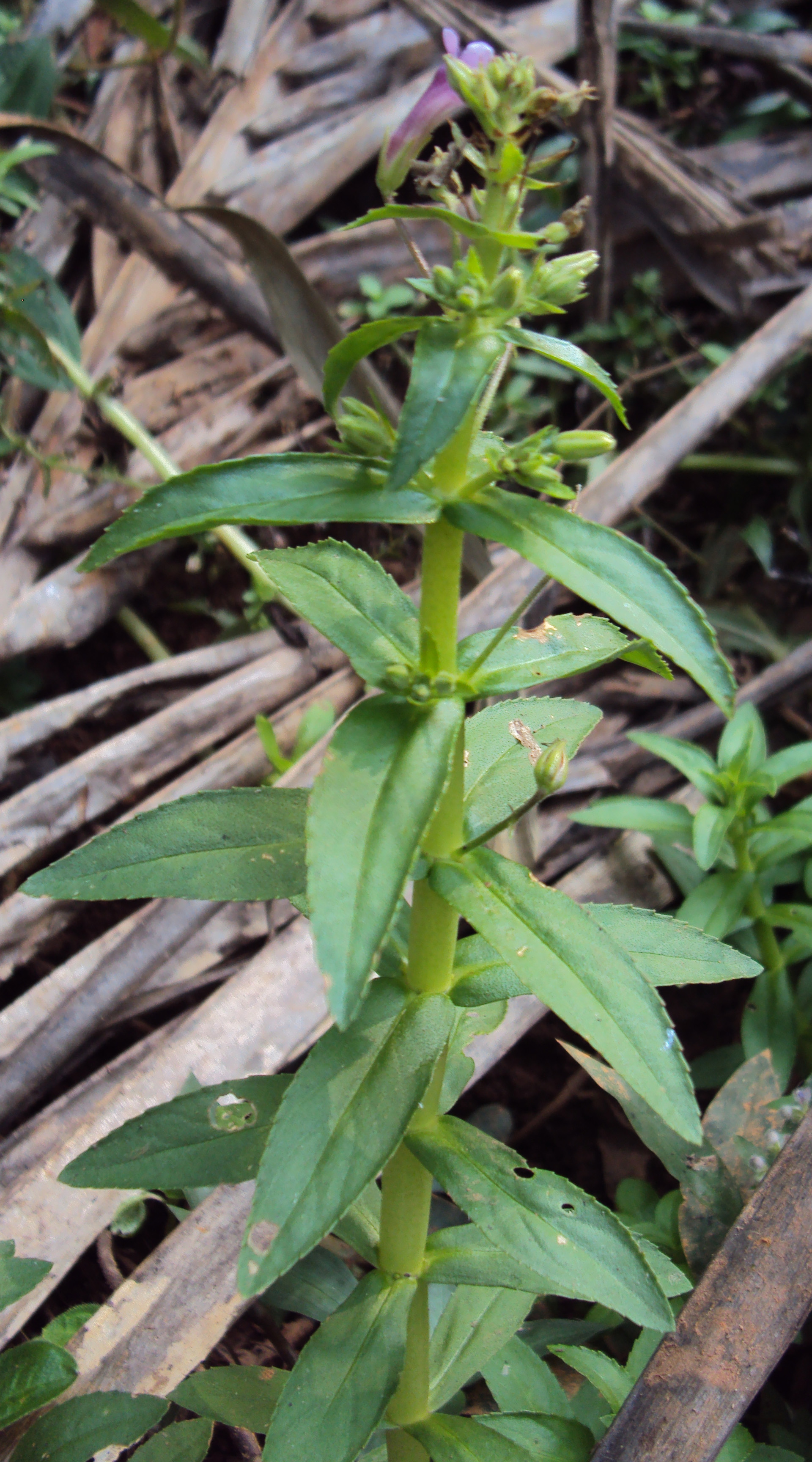
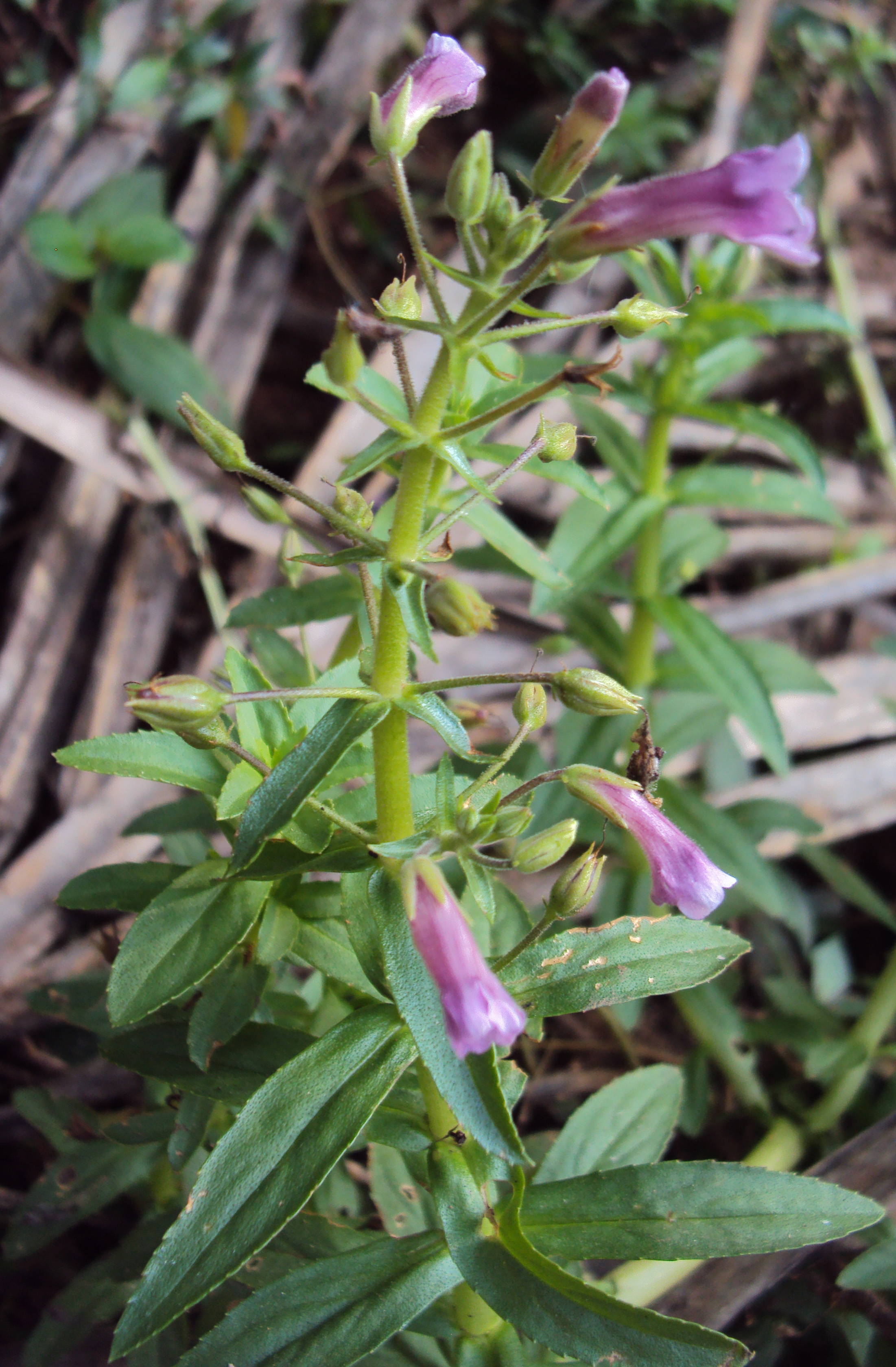
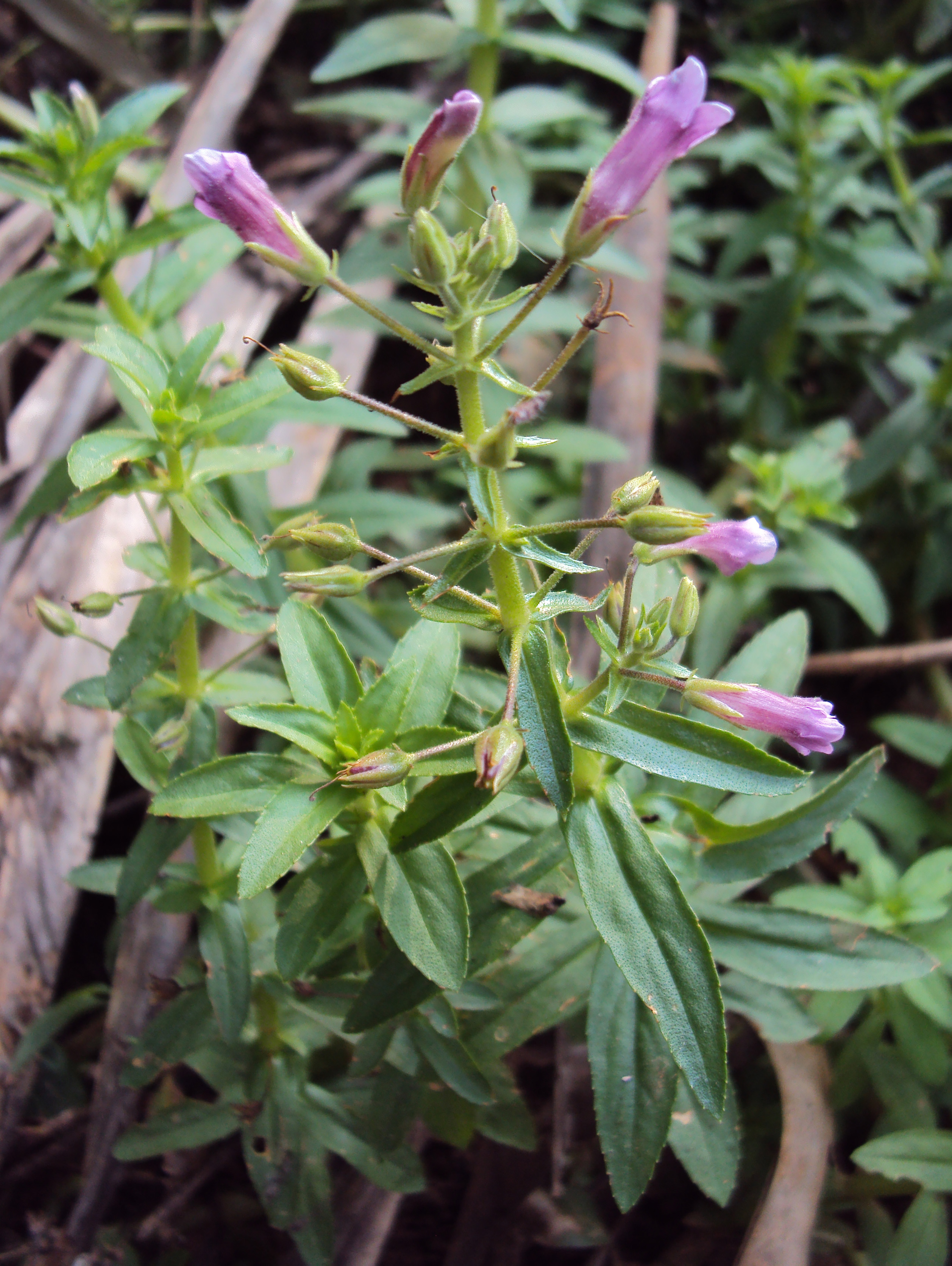